# Hin und zurück

Hin und zurück (français : Aller et retour) sketch mit musik, est un opéra en un acte de Paul Hindemith sur un livret de Marcellus Schiffer  d'après un sketch d'une revue anglaise. Composé en 1927, il est créé le 17 juillet 1927 à Baden-Baden sous la direction d'Ernst Mehlich. Création française en juin 1958 au théâtre Sarah-Bernhardt par l'orchestre de chambre de Buenos Aires, création parisienne en juin 1982 au théâtre du Rond-Point.

## Distribution
| Rôle        | Voix    | Première, 17 juillet 1927 (chef d'orchestre : Ernst Mehlich) |
| ----------- | ------- | ------------------------------------------------------------ |
| Robert      | ténor   | J. Klemperer                                                 |
| Hélène      | soprano | Betty Mergler                                                |
| Un médecin  | baryton | Gerhard Pechner                                              |
| Ambulancier | basse   | Lothar                                                       |
| le malin    | ténor   | Giebel                                                       |

## Argument
Un homme alors qu'il donne à sa femme Hélène son cadeau d'anniversaire, il la surprend en train de lire une lettre. Dans un premier temps elle prétend que c'est sa couturière puis avoue que c'est une lettre de son amant. Il sort un pistolet et la tue. Un médecin arrive avec une infirmière mais soudain une voix anonyme déclare que le sens d'un évènement dépend de la vision que l'on s'en fait et sur ce fait toute l'action se déroule à rebours, le médecin et l'infirmière sortent, Hélène se redresse, son mari range le pistolet, il apprend que sa femme lit la lettre de son amant et enfin offre le cadeau d'anniversaire à sa femme, d'où le titre de l'opéra aller et retour.
- Durée d'exécution: vingt minutes

## Source
- John Warrack, Harold Rosenthal, Guide de l'opéra éd.Fayard 1986 p.367